# Spiricella
Spiricella is een geslacht van weekdieren uit de  familie van de Umbraculidae.

## Soorten
- Spiricella redferni da Silva & Landau, 2008
- Spiricella unguiculus Rang, 1828